# Segédosztály
Az objektumorientált programozásban a segédosztályt arra használjuk, hogy segítséget nyújtson bizonyos funkciók biztosításában, amelyek nem az alkalmazás vagy osztály fő céljai, amiben használva van. A segédosztály egy példányát segédobjektumnak nevezzük (például a delegációmintában).
Segédosztályokat gyakran hoznak létre a bevezető programozási órákon, miután a kezdő programozó már túl van egy vagy két osztály létrehozásán.
A hasznosságosztály a segédosztály speciális esete, amelyben az összes metódus statikus. Általában a segédosztályoknak nem kell, hogy minden metódusuk statikus legyen, de lehetnek példányváltozóik. Illetve a segédosztálynak több példánya is létezhet.

## Példa
Ez a hasznosságosztályra is egy példa.
```
public
 
class
 
PrependHelper

{

    
//statikus függvények

    
public
 
static
 
String
 
meowPrepend
(
String
 
text
)

    
{

        
return
 
"Meow meow "
 
+
 
text
 
+
 
"!"
;

    
}

    
public
 
static
 
String
 
woofPrepend
(
String
 
text
)

    
{

        
return
 
"Woof woof "
 
+
 
text
 
+
 
"!"
;

    
}

    
public
 
static
 
String
 
woohPrepend
(
String
 
text
)

    
{

        
return
 
"Wooh "
 
+
 
text
 
+
 
"!"
;

    
}

}

```

## A segédosztály alternatívája
A segédosztályokba kerülő funkciókat el lehet helyezni a használatuk közelében. A másik alternatíva a segédosztály-paraméterek becsomagolása egy osztályba, mezőként. Ennek az osztálynak lehet neve az üzleti domainból, amely csatlakozik a birtokában lévő mezőkhöz. Az alábbi példa bemutatja, hogyan konvertáljuk a segédmetódusokat domain típusú metódusokká:
```
public
 
class
 
Text

{

    
String
 
text
;

    
public
 
String
 
meowPrepend
()

    
{

        
return
 
"Meow meow "
 
+
 
text
 
+
 
"!"
;

    
}

    
public
 
String
 
woofPrepend
()

    
{

        
return
 
"Woof woof "
 
+
 
text
 
+
 
"!"
;

    
}

    
public
 
String
 
woohPrepend
()

    
{

        
return
 
"Wooh "
 
+
 
text
 
+
 
"!"
;

    
}

}

```

## Fordítás
Ez a szócikk részben vagy egészben  a   Helper class című angol Wikipédia-szócikk ezen változatának fordításán alapul.  Az eredeti cikk szerkesztőit annak laptörténete sorolja fel. Ez a jelzés csupán a megfogalmazás eredetét és a szerzői jogokat jelzi, nem szolgál a cikkben szereplő információk forrásmegjelöléseként.

## Kapcsolódó szócikk
- Öröklődés (objektumorientált programozás)